# Rio Sanhauá
Le rio Sanhauá est une rivière brésilienne de l'État de la Paraíba, entre les villes de João Pessoa et Bayeux. Il se jette dans le rio Paraíba. Il s'agit de l'un des principaux affluents du rio Paraíba.
La ville de João Pessoa, capitale de l'État, fut fondée à son embouchure. Le centre historique de la ville conserve de nombreux monuments de l'époque coloniale.
Le reste du parcours du cours d'eau est parsemé de mangroves et son principal affluent est le rio Paroeira.